# Rada Tilly
Rada Tilly ist ein Ort im patagonischen Teil Argentiniens am Golf San Jorge. Es liegt 10 km südlich der Stadt Comodoro Rivadavia und bildet mit dieser gemeinsam eine Agglomeration.
Rada Tilly gilt als das südlichste Seebad der Erde. Es gibt zwar in weiter südlich gelegenen Orten auch Badestrände, doch nimmt in diesen der Tourismus keinen nennenswerten Stellenwert ein.

## Geographie
Der Ort liegt in einer halbkreisförmigen Bucht mit einem flachen Sandstrand, die im Süden von der Halbinsel Punta Marqués begrenzt wird. Das Klima ist gemäßigt mit durchschnittlich 19 °C im Sommer und 6 °C im Winter, der Niederschlag beträgt etwa 200 mm im Jahr und die Wassertemperatur schwankt zwischen 8 und 19 °C.

## Bevölkerung
Rada Tilly hat neben der Funktion als Badeort auch die Funktion einer Schlafstadt für Comodoro Rivadavia inne. Das Wachstum gehört zu den schnellsten in der Provinz Chubut. So stieg die Einwohnerzahl zwischen 1991 und 2001 um 111 % an.

## Geschichte
Als 1794 der Golf San Jorge kartographiert wurde, bekam die Halbinsel, die die Bucht im Süden begrenzt, den Namen Punta del Marqués de Casa Tilly zugeteilt, als Ehrung für einen spanischen Markgrafen, der sich insbesondere im Krieg gegen Portugal Ruhm verschafft hatte. Erst 1926, ein Jahrzehnt nach der Gründung von Comodoro Rivadavia, wurde der Strand von den Einwohnern dieser Stadt als Badeort genutzt, 1929 folgte das erste Restaurant. Die endgültige Gründung erfolgte im Juli 1948, als die Gemeindegrenze festgelegt wurde und damit der Ort von Comodoro Rivadavia abgetrennt wurde. Seitdem wuchs Rada Tilly schnell zum bevölkerungsreichsten Badeort Patagoniens – nach der Hafenstadt Puerto Madryn – an.

## Wirtschaft
Die Wirtschaft des Ortes wird durch den Dienstleistungssektor bestimmt. Der Tourismus, insbesondere der Wochenendtourismus von Comodoro Rivadavia und anderen nahegelegenen Ortschaften aus, nimmt dabei den ersten Rang ein.

## Kultur und Sehenswürdigkeiten
Rada Tilly hat ein kleines Casino, aber wenige kulturelle Stätten. So gibt es ein kleines Regionalmuseum und eine Volksbibliothek. Größte Sehenswürdigkeit ist die Halbinsel Punta del Marqués, auf der sich ein Naturreservat befindet. Im Sommer findet ein regional bedeutendes Rugbyturnier am Strand des Ortes statt.